# Parco fluviale del Serchio
Il parco fluviale del Serchio è un grande parco sul fiume Serchio nella provincia di Lucca.
Il fiume nasce circa a quota 1500 m dal monte Sillano ed è lungo circa 130 km. Attraversa gran parte della provincia di Lucca e giunge al mar Tirreno-ligure nelle vicinanze di Viareggio.
Il parco crea uno spazio di aggregazione tra la città di Lucca e il corso fluviale su un'area di 250 ettari dove è possibile passeggiare, fare escursioni a piedi, in bicicletta o a cavallo, in canoa o kajak, ma anche solo sostare lungo le sponde godendo delle bellezze naturali. Vi sono inoltre aree ricreative quali campi di calcetto, zone adatte per il tiro con l'arco, un bocciodromo, piste per aeromodellismo e modellino automobilistico, nonché spazi per lo skateboard.

## Flora e fauna
Nel parco è generalmente individuabile molta flora e fauna locale, grazie al tentativo di riportare al proprio habitat le numerose specie animali e vegetali, che trova sempre più difficoltà a convivere in altri ambienti ecologicamente compromessi come le città densamente abitate. Nel parco si trovano ad esempio rare specie di uccelli quali il martin pescatore, l'airone cinerino o il germano. Inoltre, negli ultimi anni, sono comparsi anche cicogne e trampolieri. Nelle aree boschive si trovano pioppo bianco, olmo, salici e ontani, questi ultimi nelle zone più vicine al fiume.

## Attrattive lungo il percorso
Lungo uno dei tre percorsi è possibile ammirare l'Acquedotto Nottolini, grande opera di ingegneria idraulica.
Nella zona più vicina alle mura cittadine, nei pressi della salita che porta da Borgo Giannotti a ponte San Quirico, di fronte al Foro Boario, è stata realizzata la terrazza Guglielmo Petroni, zona riqualificata nel 2001 e inaugurata nel 2002. Guglielmo Petroni, scrittore lucchese vincitore del premio Strega 1974 con il libro La morte del fiume era particolarmente attento all'aspetto naturalistico del fiume Serchio.
All'altezza di ponte San Pietro, negli spazi della ex-colonia solare, si trova la fattoria urbana "Riva degli Albogatti" recentemente ristrutturata. La fattoria è composta da un orto-frutteto didattico, una sala espositiva, uno spazio polifunzionale e rappresenta un laboratorio di idee ed iniziative tese a coniugare i saperi della campagna e della tradizione con quelli della città e del progresso.

## Percorsi
Si distinguono tre percorsi:
- Percorso naturalistico: vi sono due percorsi naturalistici, il primo di circa 11 chilometri tra Ponte San Quirico e Ponte San Pietro a Sant'Anna ed il secondo di circa 11 chilometri tra Ponte San Quirico e Ponte a Moriano. Passeggiate tra zone collinari e piccoli centri abitativi.
- Percorso d'acqua: si sviluppa da Ripafratta fino alle sorgenti dell'acquedotto Nottolini lungo il canale Ozzeri. Particolari scorci di zone palustri e campi agricoli.
- Percorso storico: nasce dalle pendici dei Monti di Vorno dove sono collocati i serbatoi dell'acquedotto Nottolini, lungo le arcate del tempietto di San Concordio

## Riconoscimenti
Grazie allo sviluppo del parco, il Ministero dell'ambiente ha assegnato al comune di Lucca il premio per le città sostenibili nel 2000 in quanto il parco rappresenta un esempio di integrazione degli ecosistemi naturali e antropici.